# 工藤光泰
工藤 光泰（くどう みつやす）は、鎌倉時代中期の武士。北条氏得宗家被官である御内人。
光泰以降も頼光-宗光-貞光（貞光は御内侍所）と得宗家当主に仕えた。また、その名乗りから得宗の偏諱を受けた様子が窺え（詳細は北条氏#北条氏による一字付与についてを参照）、光泰も北条泰時存命時には元服を済ませている。
北条時頼、時宗、貞時に仕えた。建長3年（1251年）、時頼が仏像鋳造供養を催した際、奉行人に命ぜられる。同年、若宮別当へ時頼の書状を届けた。翌4年（1252年）、法華堂で催された仏事の奉行を務めた。正嘉元年（1257年）、勝長寿院造営に際して雑掌に任じられる。
文応元年（1260年）、平岡実俊と入れ替わりに小侍所所司へ就任、実俊の復帰後も光泰は実俊と共に引き続きその役目を務めている。儀式に際し北条時輔や北条宗頼と共に馬の牽引を行った事績も見られる。時頼の使者としての活動が多かったためか、弘長3年11月22日（1263年12月24日）の北条時頼臨終の際、最後の看病を許された得宗被官7人の内の一人に上げられている。